# トクチャル
トクチャル（モンゴル語: Toqučar、? - 1221年）は、モンゴル帝国の初代皇帝であるチンギス・カンに仕えた千人隊長(ミンガン)の一人。コンギラト部の出身で、ダラン・トウルカクトウ・トクチャル（Dalan Turqaγtu Toqučar）、すなわち「70人の衛士もつトクチャル」という異名で知られていた。
『元朝秘史』や『聖武親征録』などの漢文史料では脱忽察児(tuōhūcháér)、『集史』などのペルシア語史料ではتوقوچار(tūqūchār)と記される。トガチャルとも。

## 概要
『集史』「コンギラト部族志」などはトクチャルの出自に言及しないが、「トルカク（侍衛）」制と「ケシクテイ（近衛隊）」制を提唱したことにより、「ダラン・トウルカクトウ・トクチャル」の名で呼ばれていたことを伝える。『元朝秘史』は1204年（甲子）ころにチンギス・カンがケプテウル（宿衛）・トルカク（侍衛）・ケシクテン（近衛隊）制を整備したとの記述があり、それぞれの長官にチェルビ（侍従）を任命したとされる。『元朝秘史』はトルカクの長をオゲレ・チェルビとし、トクチャルの名を挙げないが、トクチャルはオゲレ・チェルビの配下であったのではないかとする説もある。
1211年（辛未）に始まる金朝侵攻においては、モンゴル高原本土に残留して西北国境の警戒に当たっていた。『集史』「コンギラト部族志」には「トクチャルは、チンギス・カンのもとに近待して、軍をもってヒタイ（金朝領華北）に出馬したとき、トクチャルを2千の騎兵とともにカラウル（哨戒）として自分の後方に置き、屈服させていたモンゴル・ケレイト・ナイマンやその他の諸部族が心変わりして背後から搔き乱すことのないように警戒させた」と記載されている。なお、『集史』や『聖武親征録』はトクチャル配下の軍勢を常に「2千」と言及しており、「2千」は全モンゴル軍団において特別な意味を持つものであったと推定されている。
1216年（丙子）にチンギス・カンが金朝侵攻より戻った後、モンゴル帝国ではかつて滅ぼしたメルキト部・ナイマン部の残党が西方で復興をたくらんでいること、また一度はモンゴルに服属した西北方面の「森林の民（ホイン・イルゲン）」が叛乱を起こしたことが問題となっていた。そこで、翌1217年（丁丑）にはスブタイ（「四狗」の一人）率いる軍団をケム・ケムジュートのメルキト部の下に、ボロクル（「四駿」の一人）率いる軍団を叛乱を起こした「森林の民（ホイン・イルゲン）」の下にそれぞれ派遣し、さらにトクチャルも増援としてスブタイに合流するよう命じられた。スブタイが「鉄の車（temür terge）」をもって、トクチャル率いる2千騎とともに、チュー川にてメルキト部残党を率いるクドゥらを討伐したことは『元朝秘史』『聖武親征録』『集史』といった各史書で特筆されている。
一方、メルキト部残党とモンゴル軍の動きは西方のホラズム・シャー朝も把握しており、ホラズム軍がメルキト残党に勝利したモンゴル軍を追跡したことで、両軍は「カンクリたちの居住地であるカラ・クム」にて激突した。ジュヴァイニーの『世界征服者の歴史』によると、この「カラ・クムの戦い」は両軍痛み分けに終わったが、スブタイ・トクチャル率いるモンゴル軍は一時ホラズム国王スルターン＝アラーウッディーンの目前まで迫り、国王はこの一戦を経て自信喪失してしまったと伝える。
1219年（己未）に始まるホラズム侵攻にもトクチャルは従軍し、『元朝秘史』はジェベ・スブタイとともに先鋒を務めたと伝える。しかし、ジェベとスブタイはチンギス・カンの命を守ってモンゴルへ帰服を約した城市・地域に手出ししなかったのに対し、トクチャルのみが独断で攻撃を仕掛けたことで一部の城趾は再び背いてしまった。このトクチャルの独断行動にチンギス・カンは怒り、トクチャルはチンギス・カンから叱責を受けて降格処分になったと『元朝秘史』は記す。一方、『世界征服者の歴史』はホラーサーンのニーシャープールにおいて、『集史』ではガルチスタン・ゴール地方において、戦死したとする。いずれにせよ、トクチャルは中央アジア戦線における失態によって不名誉を負ったようで、このために東西の史料で言及されなかったものと考えられている。
『集史』「コンギラト部族志」は、『集史』編纂時点でバードギースの境域に住まい、カラウナス軍団を率いるニクベイ・バアトルがトクチャルの孫であったと記す。バードギースはトクチャルが戦死したとされるニーシャープールもしくはガルチスタン・ゴール地方に近く、まさに晩年のトクチャルの業績と権益を継承したものとみられる。